# سیارک ۵۳۹۴
سیارک ۵۳۹۴ (به انگلیسی: 5394 Jurgens، نامگذاری:1986EZ1) پنج هزار و سیصد و نود و چهارمین سیارک کشف شده‌است که در ۶ مارس ۱۹۸۶ کشف شد.
قدر مطلق سیارک برابر ۱۳٫۵۰ است.